# Leichtathletik-Halleneuropameisterschaften 2019/Teilnehmer (Irland)
| Gelbes Symbol für Goldmedaillen mit stilisierten Olympischen Ringen | Graues Symbol für Silbermedaillen mit stilisierten Olympischen Ringen | Braundes Symbol für Bronzemedaillen mit stilisierten Olympischen Ringen |
| ------------------------------------------------------------------- | --------------------------------------------------------------------- | ----------------------------------------------------------------------- |
| —                                                                   | —                                                                     | 2                                                                       |

Aus Irland starteten sieben Athletinnen und acht Athleten bei den Leichtathletik-Halleneuropameisterschaften 2019 in Glasgow, die zwei Bronzemedaillen errangen.
16 Sportlerinnen und Sportler waren nominiert worden, Ciara Neville musste jedoch kurzfristig krankheitsbedingt ihre Teilnahme absagen.

## Ergebnisse

### Frauen

#### Laufdisziplinen
| Athletin                | Disziplin | Vorlauf     | Vorlauf | Halbfinale         | Halbfinale         | Finale             | Finale             |
| Athletin                | Disziplin | Zeit        | Platz   | Zeit               | Platz              | Zeit               | Platz              |
| ----------------------- | --------- | ----------- | ------- | ------------------ | ------------------ | ------------------ | ------------------ |
| Lauren Roy              | 60 m      | 7,62 s      | 40      | nicht qualifiziert | nicht qualifiziert | nicht qualifiziert | nicht qualifiziert |
| Molly Scott             | 60 m      | 7,43 s      | 29      | nicht qualifiziert | nicht qualifiziert | nicht qualifiziert | nicht qualifiziert |
| Sophie Becker           | 400 m     | 53,99 s     | 34      | nicht qualifiziert | nicht qualifiziert | nicht qualifiziert | nicht qualifiziert |
| Phil Healy              | 400 m     | 53,13 s     | 13      | 53,65 s            | 15                 | nicht qualifiziert | nicht qualifiziert |
| Síofra Cléirigh Büttner | 800 m     | 2:06,00 min | 18      | nicht qualifiziert | nicht qualifiziert | nicht qualifiziert | nicht qualifiziert |
| Ciara Mageean           | 1500 m    | 4:08,15 min | 3       | –––                | –––                | 4:09,43 min        | Bronze             |

#### Sprung/Wurf
| Athletin     | Disziplin  | Qualifikation | Qualifikation | Finale             | Finale             |
| Athletin     | Disziplin  | Höhe          | Platz         | Höhe               | Platz              |
| ------------ | ---------- | ------------- | ------------- | ------------------ | ------------------ |
| Sommer Lecky | Hochsprung | 1,75 m        | 26            | nicht qualifiziert | nicht qualifiziert |

### Männer

#### Laufdisziplinen
| Athlet         | Disziplin | Vorlauf        | Vorlauf | Halbfinale         | Halbfinale         | Finale             | Finale             |
| Athlet         | Disziplin | Zeit           | Platz   | Zeit               | Platz              | Zeit               | Platz              |
| -------------- | --------- | -------------- | ------- | ------------------ | ------------------ | ------------------ | ------------------ |
| Joseph Ojewumi | 60 m      | 6,97 s         | 40      | nicht qualifiziert | nicht qualifiziert | nicht qualifiziert | nicht qualifiziert |
| Thomas Barr    | 400 m     | 48,22 s        | 19      | nicht qualifiziert | nicht qualifiziert | nicht qualifiziert | nicht qualifiziert |
| Cillin Greene  | 400 m     | DNF            | –       | nicht qualifiziert | nicht qualifiziert | nicht qualifiziert | nicht qualifiziert |
| Zak Curran     | 800 m     | 1:49,77 min    | 24      | nicht qualifiziert | nicht qualifiziert | nicht qualifiziert | nicht qualifiziert |
| Mark English   | 800 m     | 1:49,38 min    | 19      | 1:50,70 min        | 9 qR               | 1:47,39 min        | Bronze             |
| Conall Kirk    | 800 m     | 1:50,50 min    | 29      | nicht qualifiziert | nicht qualifiziert | nicht qualifiziert | nicht qualifiziert |
| Seán Tobin     | 3000 m    | 7:56,27 min SB | 14      | –––                | –––                | nicht qualifiziert | nicht qualifiziert |
| John Travers   | 3000 m    | 8:12,54 min    | 29      | –––                | –––                | nicht qualifiziert | nicht qualifiziert |